# Oxydia perfusa
Oxydia perfusa là một loài bướm đêm trong họ Geometridae.